# Liodon
Liodon (Gr.: leios = glatt; odon = Zahn; Syn.: Leiodon Owen, 1841) ist eine Gattung der Mosasaurier aus der Zeit der Oberkreide. 

## Merkmale

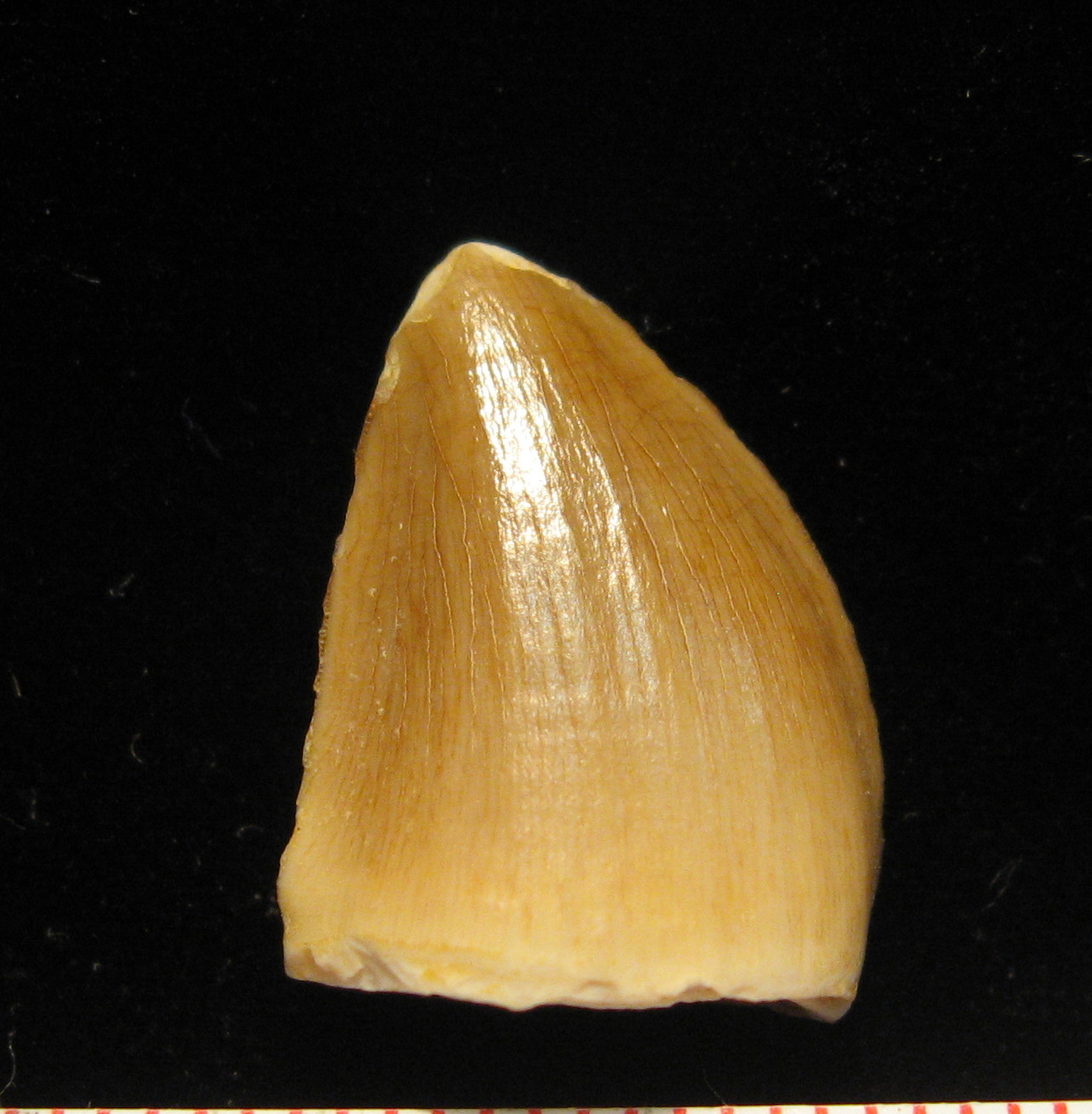
Ein 1,7 cm hoher Zahn von Liodon anceps aus den Phosphatlagern in der Provinz Khouribga (Marokko)

Von Liodon wurden vor allem Kieferfragmente und Zähne gefunden. Er wurde nach seinen haiartigen, glatten und etwas gebogenen Zähnen benannt. Unter allen Mosasauriern war sein Gebiss am ehesten dazu geeignet, Fleisch aus der aus Fischen und anderen Reptilien bestehenden Beute zu reißen. Außer dem Schädel wurden keine Teile des Skeletts beschrieben.
Der Schädel konnte eine geschätzte Länge von 1,2 Meter erreichen, die Länge des gesamten Tieres wird auf 8 bis mehr als 12 Meter geschätzt.

## Arten
- Liodon anceps (Typusart), aus Essex
- Liodon mosasauroides, aus Südwest-Frankreich, mit mehr als zwölf Metern Länge die größte Species.
- Liodon sectorius, aus New Jersey und den Niederlanden, nur acht bis zehn Meter lang.

Liodon dyspelor und Liodon proriger gelten jetzt als Arten von Tylosaurus. Dagegen könnte Mosasaurus hobetsuensis aus Japan ein Exemplar von Liodon sein.